# Pseudotorymus leguminosae
Pseudotorymus leguminosae is een vliesvleugelig insect uit de familie Torymidae. De wetenschappelijke naam is voor het eerst geldig gepubliceerd in 1951 door Risbec.